# Le Port de Marseille (Signac)
Pour les articles homonymes, voir Le Port de Marseille.
Le Port de Marseille est un tableau réalisé par le peintre français Paul Signac en 1907. Cette huile sur toile divisionniste est une marine qui représente un trois-mâts sortant du Vieux-Port de Marseille, avec à gauche la tour du roi René, qui fait partie du fort Saint-Jean. L'œuvre est conservée depuis 1930 au musée de l'Ermitage, à Saint-Pétersbourg, en Russie.

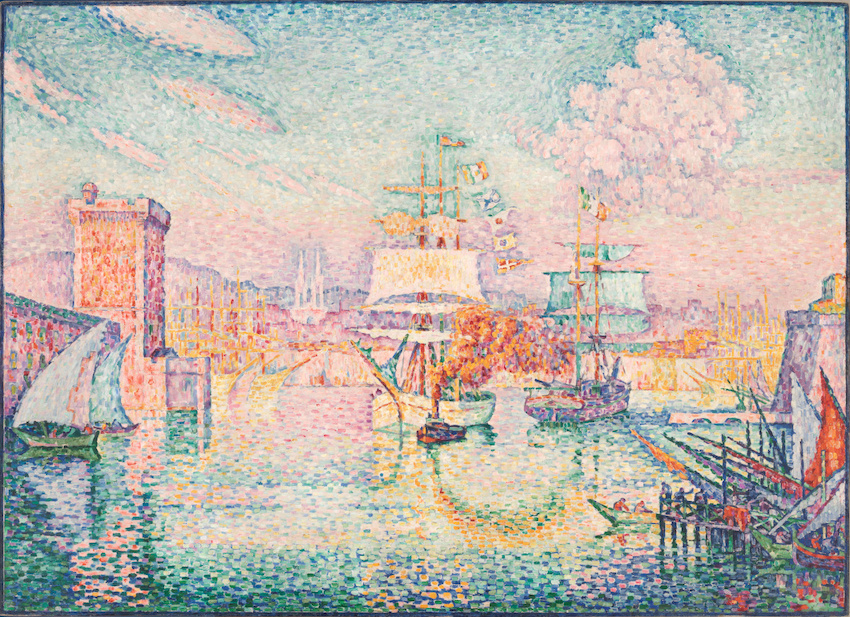
L'Entrée du port de Marseille, 1911 – Musée Cantini, Marseille.